# Барбитос
Барбитос (на гръцки: βάρβιτος или  βάρβιτον) е старогръцки музикален струнен инструмент, подобен на лира, но значително по-голям от нея и с повече струни. За разлика от нея, служи главно за съпровод на различни песнопения, свързани с обредни култове.
Теокрит нарича барбитоса инструмент с много струни, т.е. с повече от седем струни, което в миналото се смята от гърците за перфектния брой и съвпада с броя струни на китарата.